# 小田急2100形電車
小田急2100形電車（おだきゅう2100がたでんしゃ）は、小田急電鉄（小田急）が1954年から1975年まで運用を行なった通勤車両である。
小田急の車両が高性能車へ移行する段階で製造された車両で、走行機器についてはこれまでの車両（ABF車）とほぼ同様であるものの、台車や車体の軽量化を試みた試作車両である。本形式の車体構造は、その後2200形以降の車両にも引き継がれている。1975年に廃車となり、主電動機が初代4000形に流用されたほか、3両分の車体が三岐鉄道に譲渡されている。
小田急では、編成表記の際には「新宿方先頭車両の車両番号（新宿方の車号）×両数」という表記を使用しているため、本項もそれに倣い、特定の編成を表記する際には「2104×2」のように表記する。

## 登場の経緯
1950年代前半、日本の各鉄道事業者においては、車体や台車の軽量化や小型の電動機の採用による駆動方式の変更などを主な内容とする高性能車の開発が進められており、小田急もメーカーなどが試作した台車の試験などにも積極的に対応していた。
一方、小田急においては、軌道や変電所などの投資を極力抑えつつ車両の高速性能を向上するという方針が立てられており、1953年に1900形の増備が行なわれた後には、今後の車両増備は高性能車である必要があるという意見も強くなっていた。しかし、制御装置・制動装置などについてはさらに検討が必要と考えられたため、まず車体と台車の軽量化を図った車両を製造することになり、本形式が登場した。

## 車両概説
本節では、登場当時の車両仕様について記述する。
17.5m車による2両編成で、形式は新宿方先頭車は制御電動車のデハ2100形、小田原方先頭車は制御車のクハ2150形である。
各編成の製造担当は2101×2・2102×2が川崎車輛（現・川崎重工業車両カンパニー）、2103×2が日本車輌製造、2104×2が東急車輛製造である。

### 車体・内装
先頭車・中間車とも車体長17,000mm・全長17,500mmで、車体幅は2,700mmである。小田急の車両では初めて完全なノーシル・ノーヘッダーとなった。外部塗装はぶどう色1色である。
正面は貫通型3枚窓である。客用扉は各車両とも1,100mm幅の片開き扉が3箇所に配置された。側窓は990mm幅の2段上昇窓で、配置は客用扉間に3枚、客用扉と連結面の間には2枚、乗務員扉と客用扉の間には1枚となっている。各客用扉に隣接する窓のうち1枚は戸袋窓となっている。窓枠は木製である。屋根上には小型の通風器を2列配置した。
座席はすべてロングシートである。室内灯は小田急の通勤車両で初めて蛍光灯を採用しており、1両につき40Wの交流蛍光灯を11本、2列に並べている。車内の内張りについては比較のため、川崎車輛製は薄緑色のビニール張り鋼板、東急車輛製・日本車輌製の車両では薄緑色のデコラ張りとなった。

### 主要機器
主電動機は1600形や1900形と同様、三菱電機製MB146-CF形（端子電圧750V、定格出力93.3kW）が採用された。駆動装置も引き続き歯数比を56:27=2.07とした吊り掛け駆動方式で、主制御器についても三菱電機製のABF単位スイッチ式自動加速制御器が引き続き採用されている。
台車は重量台車であるゲルリッツ式の採用は行なわず、軽量化を図った住友金属工業製の軸ばね式台車であるFS14形を採用した。また、制動装置についても、自動空気ブレーキに中継弁を付加したAMMR-R形（制御車はACMR-R形）が採用された。電動発電機はクハ2150形に2.5kVAの容量を有するCLG-107Bが搭載された。

## 沿革
1954年1月に製造され、通常のABF車と同様の運用が開始された。制動装置に中継弁が設けられたことで制動操作を行なってから実際の動作までにタイムラグがあり、運転を担当する乗務員（運転士）は戸惑ったという。当時の小田急の各駅はホーム有効長が短く、停止位置が1mずれただけで支障が生ずる状態であったことから、苦手意識が強かったとみられている。
1956年7月には、当時開発中であった3000形SE車の設計資料を得るために、本形式を使用して特殊警笛の試験が行なわれた。また、同様の理由で、1957年2月にはクハ2151でディスクブレーキの試験も行なわれている。
1962年には車体の塗装デザインが腰部と上部が青色、窓周りが黄色となった。また、この時期に側面窓のアルミサッシ化などが行なわれている。1969年には前照灯の2灯化やOM-ATS・信号炎管の設置が行なわれたほか、車体色がケイプアイボリーをベースにロイヤルブルーの太い帯を入れる塗装デザインに変更された。貫通扉には方向幕も設置されたが、種別表示幕は設置されていない。
1973年までに、2100形は実質的な4両固定編成として運用されるようになった。これに関連して、2101×2と2102×2・2103×2と2104×2がそれぞれ連結した上で、双方の編成間の連結器は棒連結器に交換された上、クハ2150形に搭載していた電動発電機のうち、クハ2152・クハ2154に搭載していたものをクハ2151・クハ2153に移設した。これにより、クハ2151・クハ2153は電動発電機を2台搭載することになった。運転台の撤去はされていない。
全車両とも1975年1月30日付けで廃車となり、主電動機は初代4000形に流用された。

### 譲渡
以下の車両車体と他の廃車発生品と組み合わす改造を西武所沢車両工場で施工し、三重県の三岐鉄道へ譲渡された。
| 小田急電鉄 | デハ2104              | クハ2153              | クハ2154              |
| 三岐鉄道   | モハ125 （モハ120形） | クハ215 （クハ210形） | クハ216 （クハ210形） |

三岐線で運用されたが、1990年 - 1991年に全車廃車となった。